# Tour Égée
A Tour Égée felhőkarcoló a párizsi La Défense negyedben, Courbevoieban. 
A toronyban található az Elior központja, valamint néhány leányvállalata. Az Egencia, az Expedia leányvállalata szintén több emeletet foglal el. Az épület 1999-ben épült, 155 m magas. Szinte azonos vele  a Tour Adria.